# Тарасов, Сергей Васильевич
Сергей Васильевич Тарасов (1897—1972) — генерал-майор Советской Армии, участник гражданской войны, белофинской и польской кампаний, Великой Отечественной войны и войны с Японией, начальник 2-го Владивостокского военного, Кавказского военного и Молотовского пехотного училищ.

## Биография
Родился 25 октября 1897 года в Петергофе под Петербургом в крестьянской семье. Русский. Член КПСС с 1938 года. Работал маляром. В 1915 году экстерном сдал экзамены за 4 класса гимназии
В 1916 году призван на военную службу. В 1917 году окончил Телавскую школу прапорщиков, в 1931 году - курсы «Выстрел».  

### Служба в РККА
В В июне 1918 года добровольно вступил в Красную Армию. 
В годы Гражданской войны в качестве инструктора пограншколы, командира взвода и роты, помощника начальника команды пеших разведчиков особой группы 7-й армии принимал участие в подавлении восстания генерала Дутова под Оренбургом, в боях против белофиннов и Юденича. В ходе польской компании был ранен. 
Служил помощником командира эскадрона.
За боевые отличия был награжден орденом Красного Знамени. После окончания войны проходил службу командиром роты, батальона, начальником штаба полка, начальником оперативного отделения штаба дивизии, преподавателем тактики на курсах «Выстрел», командиром полка, заместителем командира бригады и дивизии на Дальнем Востоке.
С сентября 1941 года - начальник 2-го Владивостокского пехотного училища, преобразованного через год в пулемётное, 
с февраля 1946 года - начальник 2-го, затем 1-го Орджоникидзевского Краснознамённого пехотного училища, переименованного в сентябре 1947 года в Северо-Кавказское училище. 
С сентября 1948 года - начальник Кавказского Краснознамённого суворовского офицерского училища, 
с февраля 1949 года - слушатель курсов усовершенствования командиров стрелковых дивизий при Военной академии имени М.В. Фрунзе, 
с февраля 1950 года - начальник Молотовского пехотного училища.

### После службы
В 1953 году уволен в запас. Жил в Ленинграде. Умер 11 октября 1972 года. 

## Награды
- Орден Ленина
- два ордена Красного Знамени;
- Орден Отечественной войны 1-й степени;
- Орден Отечественной войны 2-й степени
- орден Красной Звезды[1];
- медаль «В ознаменование 100-летия со дня рождения Владимира Ильича Ленина» (6 апреля 1970);
- медаль «За победу над Германией в Великой Отечественной войне 1941—1945 гг.» (9 мая 1945[2]);[3]
- медаль «За победу над Японией»
- юбилейная медаль «Двадцать лет Победы в Великой Отечественной войне 1941—1945 гг.» (7 мая 1965[4]);
- медаль «XX лет РККА»
- медаль «30 лет Советской Армии и Флота»[5];
- юбилейная медаль «40 лет Вооружённых Сил СССР»[6];
- юбилейная медаль «50 лет Вооружённых Сил СССР» (26 декабря 1967[7]);
- иностранные награды

## Память
- В Ленинграде установлен памятник генералу.